# Von Lohenstein
von Lohenstein är en adlig ätt från Böhmen, en del av nuvarande Tjeckien.
Johan Caspar von Lohenstein auf Kittelau erhöll bekräftelse på sitt adelskap den 17 juli 1660 sedan han med risk för liv och lem befriade staden Nimptsch och därmed räddade staden från plundring då den kejserliga armén retirerade. Johan Caspar lyckades också rädda stadens samlade guld- och silvertillgångar som förvarades i staden kassakista. För denna bragd fick Johan Caspar rätt att föra stadens kassakista i sin vapensköld.
Johan Caspar von Lohenstein auf Kattelau kom att bli stamfader för ätten då den kom att etablera sig i Schlesien, Mark Brandenburg och i Pommern.
Elisabeth von Lohenstein (1717-1746) gifte sig med Balle Marimilian von Gaffron und Oberstradam.
Tillsammans ägde de godset Mittel-Schreibendorf och lät bygga slottet Kunern strax utanför Mittel-Schreibendorf.